# Libanesischer FA Cup 2014/15
Der Libanesische FA Cup 2014/15 war die 43. Austragung des Fußballpokalwettbewerbs der Männer. Die zwölf Mannschaften aus der libanesischen Premier League stiegen erst im Achtelfinale ein. Titelverteidiger war Salam Zgharta.
Tripoli SC gewann das Finale gegen Nejmeh Club mit 2:1 und qualifizierte sich somit für die Play-offs zum AFC Cup 2016.

## Achtelfinale
| Datum               |                   | Ergebnis              |                     | Ort                               |
| ------------------- | ----------------- | --------------------- | ------------------- | --------------------------------- |
| Fr., 2. Januar 2015 | Salam Zgharta     | 0:4                   | Shabab al-Sahel     | Beirut (Beirut Municipal Stadium) |
| Fr., 2. Januar 2015 | al-Shabiba Mazraa | 1:3                   | al-Ahli             | Beirut (Al Manara Stadium)        |
| Sa., 3. Januar 2015 | al Ahed           | 3:0                   | al-Nabi Sheet       | Beirut (Safa Stadium)             |
| Sa., 3. Januar 2015 | al-Ansar          | 0:0 n. V. (5:3 i. E.) | Safa SC Beirut      | Beirut (Beirut Municipal Stadium) |
| So., 4. Januar 2015 | Nejmeh Club       | 3:1                   | al Egtmaaey Tripoli | Beirut (Beirut Municipal Stadium) |
| So., 4. Januar 2015 | Tripoli SC        | 1:0                   | Tadamon Sur Club    | Beirut (Safa Stadium)             |
| Mo., 5. Januar 2015 | al-Akhaa al-Ahli  | 2:4 n. V.             | Racing Beirut       | Beirut (Beirut Municipal Stadium) |
| Mo., 5. Januar 2015 | Zamalek Beirut    | 2:3 n. V.             | Shabab al-Ghazieh   | Beirut (Al Manara Stadium)        |

## Viertelfinale
| Datum                |                   | Ergebnis |            | Ort                               |
| -------------------- | ----------------- | -------- | ---------- | --------------------------------- |
| Sa., 10. Januar 2015 | Shabab al-Sahel   | 2:1      | al Ahed    | Beirut (Safa Stadium)             |
| Sa., 10. Januar 2015 | Nejmeh Club       | 1:0      | al-Ahli    | Beirut (Bourj Hammoud Stadium)    |
| So., 11. Januar 2015 | Racing Beirut     | 0:1      | al-Ansar   | Beirut (Beirut Municipal Stadium) |
| So., 11. Januar 2015 | Shabab al-Ghazieh | 0:1      | Tripoli SC | Beirut (Safa Stadium)             |

## Halbfinale
| Datum               |             | Ergebnis  |                 | Ort                                 |
| ------------------- | ----------- | --------- | --------------- | ----------------------------------- |
| Fr., 24. April 2015 | al-Ansar    | 1:3       | Tripoli SC      | Bhamdoun (Amin AbdelNour Stadium)   |
| Sa., 25. April 2015 | Nejmeh Club | 3:1 n. V. | Shabab al-Sahel | Sidon (Saida International Stadium) |

## Finale
| Datum             |            | Ergebnis |             | Ort                                 |
| ----------------- | ---------- | -------- | ----------- | ----------------------------------- |
| Di., 19. Mai 2015 | Tripoli SC | 2:1      | Nejmeh Club | Sidon (Saida International Stadium) |